# Ivano Balić
Ivano Balić (Split; 1 de abril de 1979) es un exjugador de balonmano croata. Fue considerado de los mejores jugadores del mundo, además de ser votado seis veces como MVP en  los principales torneos internacionales. Era un jugador muy polivalente, aunque normalmente jugaba como central.
Actualmente forma parte del cuerpo técnico del RK Split. Conocido por su velocidad, creatividad, movimiento y carisma como jugador, Balić ganó el Campeonato del Mundo de 2003 y la medalla de oro olímpica en 2004 con la selección nacional croata, y trece títulos jugando para clubes de Croacia, España y Alemania.  Además, obtuvo dos medallas de plata en Campeonatos del Mundo (2005, 2009), dos medallas de plata y una de bronce en Campeonato de Europa (2008, 2010, 2012), y una medalla de bronce olímpica (2012) con el equipo nacional. 
Considerado uno de los mejores jugadores de la historia del balonmano, Balić fue elegido jugador más valioso en cinco grandes competiciones internacionales consecutivas y es uno de los cuatro únicos jugadores masculinos de balonmano que ha recibido el premio Jugador del Año de la IHF en más de una ocasión (2003, 2006). En 2010, fue elegido mejor jugador de balonmano de la historia en una encuesta en línea organizada por la Federación Internacional de Balonmano (IHF). Balić fue incluido en el Salón de la Fama del Balonmano Europeo en 2023.

## Primeros años
Nacido en Split, Croacia. Ivano era hijo único de jugadores de balonmano, de madre Stjepanka y padre Žarko Balić. A los tres meses de nacer, Balić se trasladó con sus padres a Italia debido a la carrera profesional de su padre. Durante su estancia en Italia, Balić vivió en Rovereto y Prato. A los siete años, Balić y su madre regresaron a Split. Cuando su padre volvió para jugar con el RK Split en el Segunda Liga Yugoslava, Balić siempre asistía a los partidos.
Balić empezó a jugar al baloncesto en el KK Split debido a que era un gran aficionado del club, que por aquel entonces fue tres veces Campeón de Europa. Jugó al baloncesto hasta 1995, cuando el amigo de su padre y entonces entrenador del RK Split, Mate Bokan, le sugirió que jugara al balonmano.

## Biografía

### Carrera en los clubes
Balić comenzó su carrera como jugador sénior de balonmano en el RK Brodomerkur Split, que competía en la Liga croata de primera A de máxima categoría. En su primera temporada, el Brodomerkur terminó segundo en la liga y llegó a las semifinales de la Copa EHF, donde perdió ante el THW Kiel, a la postre campeón de la Copa. Jugó en el Brodomerkur tres temporadas más, alcanzando los primeros puestos de la liga y los cuartos de final de la Copa EHF.
En 2001, Balić fichó por el RK Metković Jambo. En su primera temporada en el equipo, ganó la Copa de Croacia y la campeonato de liga. Sin embargo, su título de liga fue despojado administrativamente y entregado al Badel 1862 Zagreb. Esta temporada fue también la primera en la que el Balić jugó la Liga de Campeones de la EHF. Balić pasó las siguientes temporadas perfeccionando su juego, lo que quedó demostrado en 2003, cuando se convirtió en el primer balonmanista croata en ganar el premio Jugador Mundial del Año de la IHF y fue elegido Balonmanista Croata del Año en 2004.
.

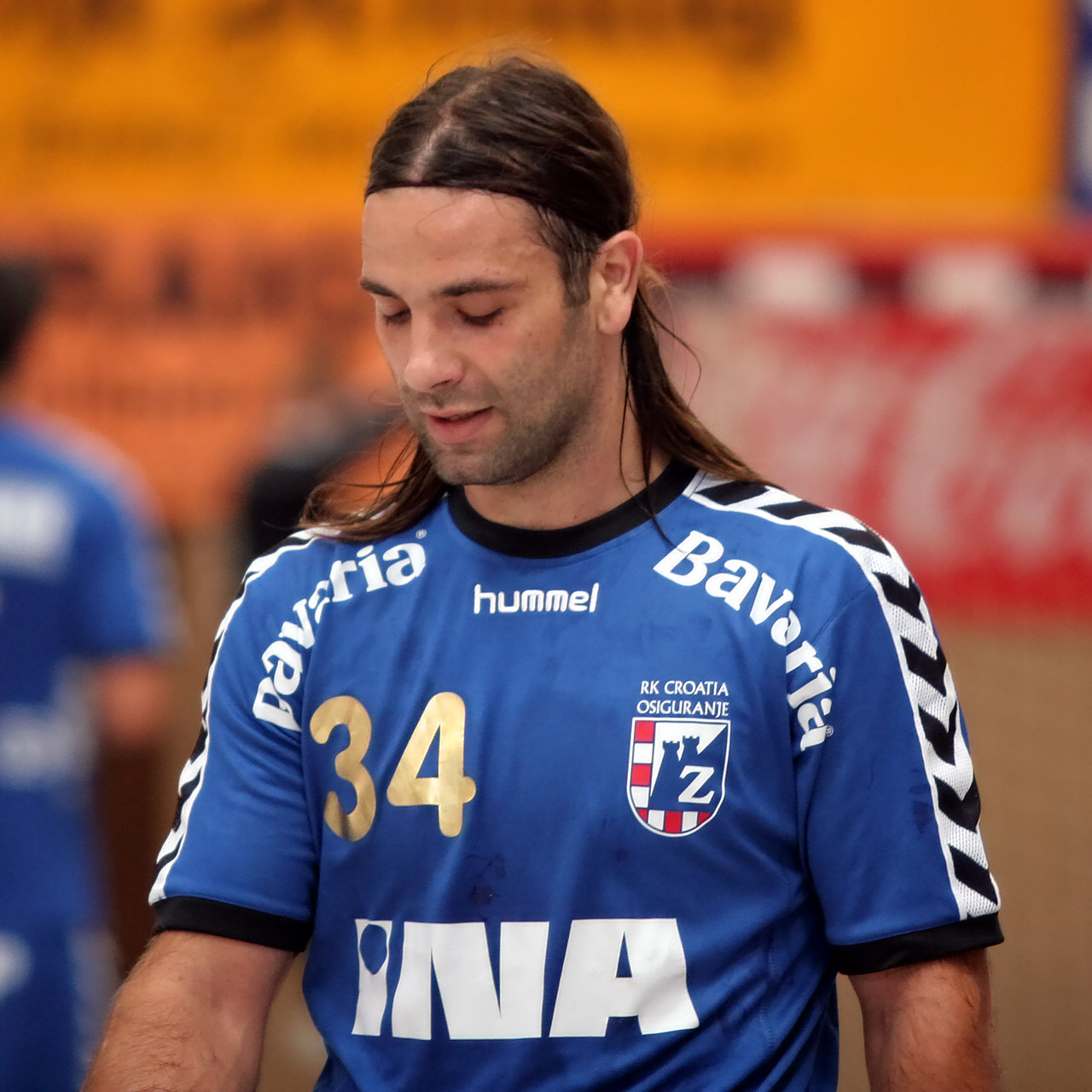
Balić jugando para el RK CO Zagreb en la Copa Schlecker en 2009

Balić fichó por el equipo español Portland San Antonio en 2004. Eligió San Antonio para poder jugar con su ídolo Jackson Richardson. Durante su primera temporada, ayudó al club a ganar la campeonato de liga y alcanzó los cuartos de final de la Liga de Campeones. La temporada siguiente vio a Balić en su primera y única final de la Liga de Campeones, en la que el San Antonio perdió ante un BM Ciudad Real en los dos partidos de la final (perdió 19-25 en la ida y 28-37 en la vuelta). Aunque no ganó la Liga de Campeones, recibió su segundo premio al Jugador Mundial del Año de la IHF en 2006. En 2007, Balić fue elegido mejor Atleta croata por Sportske novosti.
Entre 2008 y 2012, Balić jugó en el equipo croata RK CO Zagreb, con el que ganó la Primera división croata y la Copa de Croacia en cuatro ocasiones. 
En 2012, Balić regresó a España para jugar en el Atlético de Madrid. Se vio obligado a abandonar el club tras una temporada, ya que éste entró en concurso de acreedores, pero ganó con el equipo la IHF Super Globe y la Copa del Rey, además de quedar segundo en la campeonato de liga.
En 2013, Balić fichó por el equipo alemán HSG Wetzlar. Hacia el final de la temporada 2014-15, Balić anunció su retirada del balonmano profesional. El 5 de junio de 2015, Balić jugó su último partido profesional de balonmano en una victoria por 29-24 contra el Göppingen, en el que marcó un gol e hizo cinco asistencias.
Antes de jugar al balonmano, Balić entrenaba con el equipo de baloncesto KK Split. Empezó su carrera de balonmano con el RK Split. Balić fue miembro de la selección nacional de balonmano de Croacia que ganó el Campeonato mundial de balonmano masculino de 2003 en Portugal. Ganó una medalla de oro en los Juegos Olímpicos de Atenas de 2004 y una medalla de plata en el  Campeonato mundial de balonmano masculino de 2005 en Túnez, donde fue considerado MVP del torneo.
Balic fue nombrado como jugador del año (IHF Jugador del Año) por la IHF, en 2003. En el Campeonato europeo de balonmano masculino de 2006 en Suiza fue considerado como el MVP del torneo. En el Campeonato mundial de balonmano masculino de 2007 en Alemania fue también MVP del torneo. En 2006 fue elegido por segunda vez como IHF Jugador del año. Balić,  Talant Dujshebaev, Nikola Karabatić y Mikkel Hansen son los únicos jugadores que han ganado este premio en dos ocasiones.

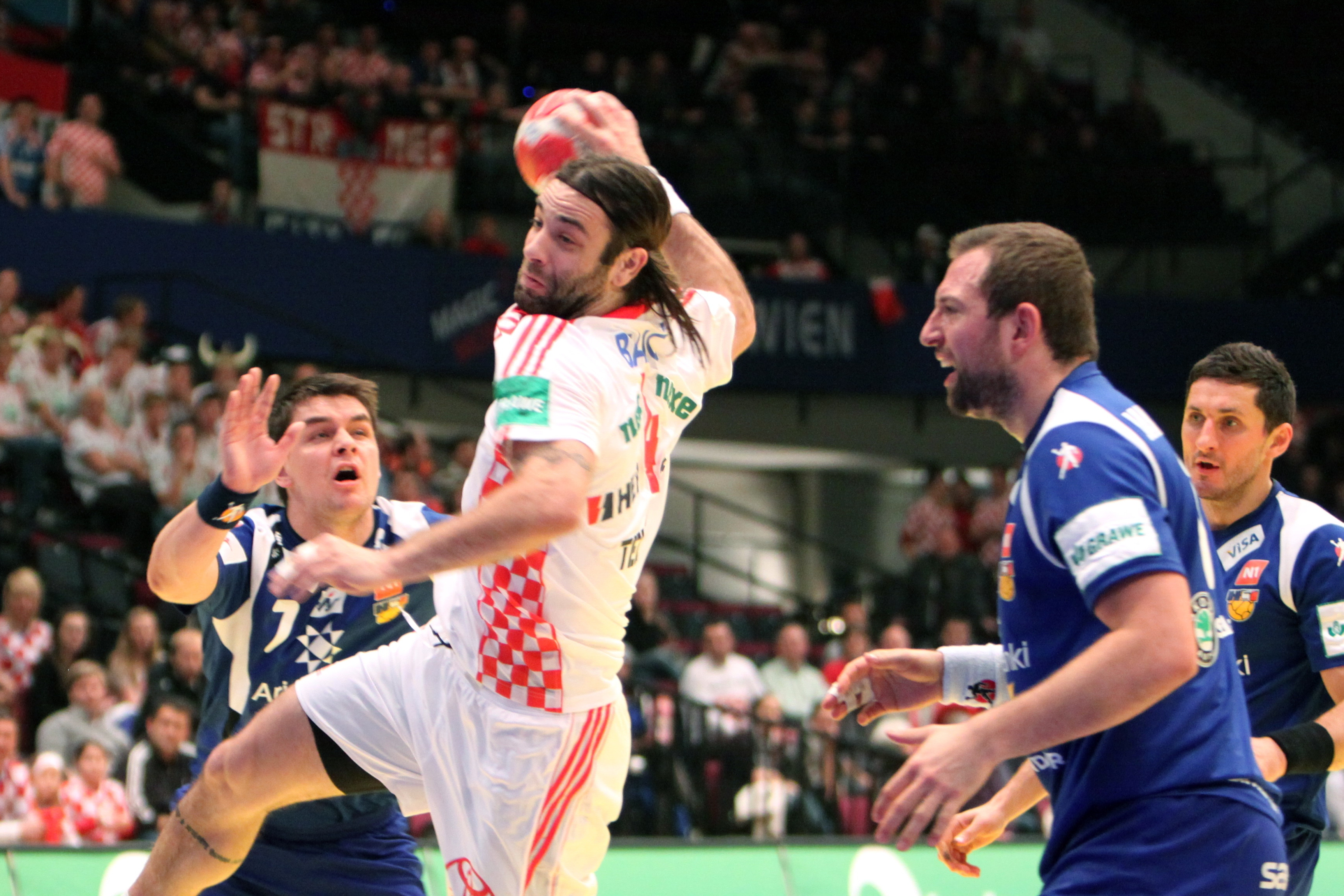
Balić en el Campeonato de Europa, 2010.

Después de jugar para el RK Metković, fichó por el  Portland San Antonio, con el que ganó una Liga y una Supercopa (2004-05). En el 2008 fichó por el RK Zagreb, donde ganó cuatro ligas y cuatro copas, de manera consecutiva. Se retiró en 2015, después de jugar en el HSG Wetzlar.

## Equipos
- RK Split (1997-2001)
- RK Metković (2001-2004)
- Portland San Antonio (2004-2008)
- RK Zagreb (2008-2012)
- BM Atlético Madrid (2012-2013)
- HSG Wetzlar (2013-2015)

## Palmarés

### Clubes

#### RK Metković
- Copa Croata (2002)

#### RK Zagreb
- Liga Croata (2009, 2010, 2011, 2012)
- Copa Croata (2009, 2010, 2011, 2012)

#### Portland San Antonio
- Liga ASOBAL (2004-05)
- Supercopa de España (2005-06)
- Subcampeón EHF Champions League 2005-2006
- Subcampeón Copa Asobal 2005, 2006, 2007

#### BM Atlético Madrid
- Mundial de Clubes (2012)
- Copa del Rey (2012-13)
- Subcampeón Supercopa de España 2012-2013
- Subcampeón Copa Asobal 2012-2013

### Selección nacional

#### Campeonato del Mundo
- Medalla de oro en el Campeonato del Mundo de 2003
- Medalla de plata en el Campeonato del Mundo de 2005
- Medalla de plata en el Campeonato del Mundo de 2009

#### Campeonato de Europa
- Medalla de plata en el Campeonato de Europa de 2008
- Medalla de plata en el Campeonato de Europa de 2010
- Medalla de bronce en el Campeonato de Europa de 2012

#### Juegos Olímpicos
- Medalla de oro en los Juegos Olímpicos de 2004
- Medalla de bronce en los Juegos Olímpicos de 2012

#### Juegos Mediterráneos
- Medalla de oro en los Juegos Mediterráneos de 2001

Statoil Copa del Mundo Suecia 2006
- Medalla de Oro

### Consideraciones personales
- IHF Jugador del Año (2003 y 2006)
- MVP de la Liga ASOBAL (2006)
- Mejor jugador del mundial (2003)
- Mejor central del europeo (2004)
- Mejor jugador de los Juegos Olímpicos (2004)
- Mejor jugador del europeo (2004)
- Mejor central de la Liga ASOBAL (2005)
- Mejor jugador del mundial (2005)
- Mejor central de la Liga ASOBAL (2006)
- Mejor jugador del europeo (2006)
- Mejor deportista croata del año (2007)
- Mejor jugador del mundial (2007)
- Mejor central del europeo (2008)
- Mejor jugador de todos los tiempos según la IHF[19]